# Mombéyah
Mombeya est une sous-prefecture de Guinée, située dans la préfecture de Dalaba à environ 400 kilomètres de la capitale Conakry.

## Subdivision administrative
La sous-préfecture de mombeyah est composé de (8) districts, sans compter mombeya .
1) galy
2) kénènè
3)gnêkéma
4)kigna
5)Hafia
6)fogo
7)dounki
8)dougaya.

## Population
En 2016, la localité comptait 15 061 habitants.

## Histoire

### Origine de Mombeya
Le premier ancêtre connu de Tierno Muhammadu-Samba Mombeya est Moodi Abdullaahi Souaré, contemporain de Karamoko-Alfâ du Labé qui vécut au XVIIe siècle. Lettré en arabe et chasseur adroit, cet homme d'un âge relativement avancé vivait sans compagne, n'avait pour bagages que son sasa de livres, son arc et ses flèches et n'était venu dans le Labé que pour chasser. C'est ainsi qu'il s'installa dans la forêt giboyeuse de Labiko où il campa dans un buisson pour se protéger des malfaiteurs éventuels. Sa connaissance de l'arabe était telle que, quand il sortit de son buisson-maison pour prendre contact avec les habitants du pays, ceux-ci signalèrent sa présence à Karamoko-Alfâ, roi du Labé, qui avait justement besoin d'un lettré pour instruire ses enfants. Convoqué à Demben, domicile royal situé non loin de Labiko, Moodi Abdullaahi Souaré consentit volontiers à se mettre au service du roi mais il ne quitta pas sa demeure forestière.
Comme une panthère dévorait le bétail du roi, celui-ci promit la main de sa fille aînée, Aysata, à tout homme qui tuerait la bête. La princesse, qui prenait de l'âge, ne trouvait pas de mari; elle n'était pas belle! Le lettré-chasseur décida malgré tout de tenter sa chance. Se mettant à l'affût, il abattit l'animal dont il coupa le bout de la langue, le bout du nez et le bout de la queue qu'il conserva discrètement afin de prouver son succès.
Les chasseurs, ayant découvert la bête morte, en coupèrent qui une patte, qui une oreille… pour les présenter tour à tour à Karamoko-Alfâ en s'attribuant le succès de Môdi Abdullâhi Souâré. Non convaincu, le roi attendait. C'est alors que l'auteur lui-même se présenta avec ses preuves. Cette fois, Karamoko-Alfâ organisa, afin de tenir sa promesse. Le mariage fut célébré immédiatement entre Aysata et le brave chasseur, la dot étant représentée par le prix de la bravoure.
Les nouveaux mariés s'installèrent à Tiagné, hameau situé à proximité du mont Seerima, non loin de Demben. C'est là que Aysata donna le jour aux quatre enfants qui furent les des Seeleyaɓe .Le premier, Ousmâne-Tânou , se fixa à Lugguɗi auprès de son père âgé. Mais sa descendance fonda, par la suite, à l'ouest de Labé. Le second, Bano-Tânou, se fixa dans le Karantagui, non loin de Dalein. Ses descendants, très nombreux, y créèrent de nombreux villages…Le quatrième, Boûbakar-Tânou dit Boûbakar-Ndendé ou Mâma Ndendé, s'installa à Mombeya.

## Personnalité lié
- Waliou de Gomba (vers 1829 - 1912), érudite et résistant guinéen.